# Controfagotto (programma televisivo)
Controfagotto era una trasmissione televisiva - sorta di rubrica documentaristica della piccola cronaca di provincia - curata dal giornalista ed autore televisivo Ugo Gregoretti, in onda sul Programma Nazionale della RAI nel 1961, a partire dal 9 febbraio, per 8 puntate con cadenza quindicinale, inizialmente la sera del martedì e poi al sabato alle 22.30.

## Storia
Il nome del programma voleva essere un bonario omaggio alla "topica" in cui era incorso poco prima il programma televisivo di Mike Bongiorno Lascia o raddoppia?, a proposito di un quesito inerente allo strumento del controfagotto, appunto.
Aveva il sottotitolo Sguardi sul costume che ben descriveva il mix che la trasmissione costituiva, strutturata com'era fra il reportage sugli usi e le mode dell'epoca del boom economico del dopoguerra, il saggio critico con analisi sociologica annessa e la fiction che esulasse dagli stilemi dello sceneggiato televisivo.
Argomenti di alcune puntate furono:
- Festa della matricola a Roma
- Abbigliamento giovanile della Roma bene
- Fughe da casa
- Il mito di Brigitte Bardot in Francia
- Intervista a Oriana Fallaci sul libro "Il sesso inutile"

## Nuova satira
Secondo la scheda che di questa trasmissione riporta l'Enciclopedia della televisione, Controfagotto si rivelò una novità nella pur giovane televisione dell'epoca in quanto per la prima volta la telecamera (o, meglio, la cinepresa ancora usata per i servizi in esterna) veniva usata "in un modo inconsueto e con disinvoltura" per realizzare una nuova forma di umorismo satirico. Lo scopo era, quindi, evidentemente quello di "rompere gli schemi classici della ripresa televisiva" nella sua forma collaudata.
Oggetto delle acute analisi dell'ideatore Gregoretti erano, di volta in volta, collezionisti, inventori, partecipanti a feste di paese, ma anche invitati a matrimoni o iscritti a gite aziendali che venivano posti di fronte a quesiti disarmanti, sorta di battistrada delle future candid camera e del futuro Portobello che sarebbero stati prodotti in seguito.

## Totò
Di Controfagotto furono ospiti anche Totò e la moglie Franca Faldini - in una rara apparizione insieme sul piccolo schermo - intervistati nel canile che avevano fatto costruire alla periferia di Roma per ricoverare oltre duecento cani randagi.

## Censura
La trasmissione procurò anche alcune grane in termini di censura a Gregoretti che si vide contestato in particolare per due servizi riguardanti rispettivamente l'argomento raccomandazione (evidentemente all'epoca molto sentito, e che riguardava nella circostanza un determinato deputato) e la situazione degli emigrati italiani in Argentina.